# Madeleine Martin
Madeleine Minou Martin, tidigare efternamn Martin Neagu, född 20 augusti 1991 i Bergsjöns församling i Göteborg, är en svensk skådespelare.

## Biografi
Martin spelade rollen som Cleo i Sveriges Televisions webb-tv-serie Riverside under hösten 2009. Därefter har hon bland annat medverkat i kortfilmen The Art of Breaking Up samt i Studio Sex, som är en av de många filmerna om rollfiguren Annika Bengtzon, där hon spelade bartendern Patricia. Hon hade en roll i filmen Snabba Cash II, där hon spelade karaktären Nadja. Hon spelade Fatima i julkalendern 2014, Piratskattens hemlighet. 2018 hade hon en roll i TV-serien Katsching – lite pengar har ingen dött av.
Hon har även varit med i Crazy Pictures kortfilmer Singel och Gilla.
Madeleine Martin är syster till skådespelaren och regissören Philip Martin.

## Filmografi
| År        | Film                                      | Roll                   | Typ                                |
| --------- | ----------------------------------------- | ---------------------- | ---------------------------------- |
| 2009      | Riverside                                 | Cleo                   | Webb-serie                         |
| 2012      | Studio Sex                                | Patricia               | Långfilm                           |
| 2012      | Snabba Cash II                            | Nadja                  | Långfilm                           |
| 2013      | Snabba Cash III                           | Nadja                  | Långfilm                           |
| 2013      | Studentfesten                             | Sanna                  | Långfilm                           |
| 2014      | Welcome to Sweden                         | Tjej på café           | TV-Serie                           |
| 2014      | Piratskattens hemlighet                   | Fatima                 | Julkalendern i Sveriges Television |
| 2015      | Aerobics – A Love Story                   | Helen                  | Långfilm                           |
| 2015      | Odödliga                                  | Em                     | Långfilm                           |
| 2015      | Arne Dahl: Mörkertal                      | Lina                   | Långfilm                           |
| 2016      | Beck – Sista dagen                        | Expedit                | Långfilm                           |
| 2017      | Måste gitt                                | Nathalie Vallsten      | Långfilm                           |
| 2017      | Alex                                      | Sanna Bengtsson        | TV-serie                           |
| 2018      | Katsching – lite pengar har ingen dött av | Praktikant på kontoret | TV-Serie                           |
| 2017      | Småstaden                                 | Cassandra              | TV-Serie                           |
| 2018      | Sjukt oklar                               | Vera                   | TV-Serie                           |
| 2020      | Breaking Surface                          | Tuva                   | Långfilm                           |
| 2020      | Amningsrummet                             | Jassi                  | TV-Serie                           |
| 2020      | LasseMajas detektivbyrå                   | Sigge Jansson          | TV-Serie                           |
| 2020–2021 | Agenterna                                 | Agent S                | TV-Serie                           |
| 2021      | Dystopia                                  | Tess                   | TV-Serie                           |
| 2022      | Lea                                       | Lea                    | TV-Serie                           |
| 2022      | Meningen med livet                        | Angelica               | TV-Serie                           |
| 2023      | Jana – Märkta för livet                   | Jana Berzelius         | TV-Serie - Viaplay                 |

## Teater

### Roller (ej komplett)
| År   | Roll | Produktion             | Regi        | Teater              |
| ---- | ---- | ---------------------- | ----------- | ------------------- |
| 2020 |      | Pitbull Lionel Spycher | Affe Ashkar | Uppsala stadsteater |